# 池田啓介
池田 啓介（いけだ けいすけ、1976年12月2日-）は、神奈川県藤沢市生まれの写真家
NGOチャイルドドクター・ジャパン団体専属カメラマン
国際ジャーナリスト連盟　IFJ-JAPAN会員
2012-2013 国連登録カメラマン
清里フォトアートミュージアムに写真収蔵

## 経歴
大阪体育大学体育学部出身。
大学卒業後はスポーツジムのインストラクターとして就職をするも世界放浪の夢をかなえるべく僅か2年で退職する。2000年よりアジアを中心に放浪を開始。同時に趣味のカメラを片手に「アジアの子どもたち」をテーマに撮影を重ねる。
2002年にNGOチャイルドドクター・ジャパンのカレンダー写真撮影の依頼を受け、初めてケニアを訪問した際に首都ナイロビに広がるキベラスラムを訪れ大きな衝撃を受ける。この時の撮影を期に世界各国の「スラムに暮らす人々の日常」の撮影を開始する。
スラムでの撮影を続ける中で、メディアで報道されている影の部分ばかりではなく、スラムに暮らす人々の幸せといったポジティブな部分に興味を抱き考えるようになる。以後、「スラムに暮す人々の幸せ」を念頭に撮影を続け、週刊誌・雑誌を中心に現地ルポを発表し続けている。

## 人物
雑誌の対談の中で何故スラムを撮り続けるのかと言う質問に対し「人と人とが密接に関わっていて、人間くさいところに惹かれています。その結びつきが、すごく気持ちがいい。そんな彼らの日常に興味があります。」と答えている。
読売新聞「顔」で、スラムの幸せについて「貧しくても笑顔あふれる日常を知って欲しい」「エイズ禍や失業問題を抱えながら、誰にでも居場所がある社会に余裕と温かみを感じた」と語っている。
2007年に新宿コニカミノルタフォト・プレミオにてナイロビ～スラムの行方～を発表。「非常に折り目正しいフォト・ルポルタージュですね。正統派な印象を受けるというか。1枚1枚が格調高い作品に仕上がっていると思います。」との評価を受ける。
2011年に新宿ニコンサロンJuna21にてSlum　Walkerを発表。

## 主な雑誌掲載・テレビ・メディア関連
- NHKBSh 「地球ドキュメントMISSIONスペシャル/ケニア　一通の手紙が子どもの命を救う」2010年7月25日放送
- NHKBS1 「地球ドキュメントMISSIONスペシャル/ケニア　一通の手紙が子どもの命を救う」2010年11月18日放送
- NHK総合「地球ドキュメントMISSION　僕たちが世界を変える・成人式特集」2011年1月10日放送
- NHKBS1 「地球ドキュメントMISSION/最終回」2011年3月31日放送
- NHKBS1 「地球テレビ100/年末特番」2011年12月30日放送
- NHKBS1 「地球テレビ100/＃36」2012年3月30日放送
- JICA's Wold(国際協力機構) 「神に捧げる祈りの三日間」2011年1月号
- CAPA（学研）「ドキュメンタリー写真家をドキュメントする　池田啓介」2010年10月号
- 軍縮地球市民（明治大学軍縮平和研究所）「広がる格差社会-マンホールに暮らす人々-」2007年春号
- 軍縮地球市民（明治大学軍縮平和研究所）「HIV/AIDS 現場からの報告」2007年秋号
- 週刊プレイボーイ（集英社）「富を得るか死に挑むか～ケニアHIVの現在～」2008年12月15日発行
- 週刊プレイボーイ（集英社）「命のシェルター～モンゴルマンホール生活者の記録～」2009年2月23日発行
- 週刊プレイボーイ（集英社）「地雷の村～カンボジア・戦禍との共存～」2009年4月27日発行
- 週刊プレイボーイ（集英社）「絶望の山～ゴミと生きる人々～」2009年10月21日発行
- 週刊プレイボーイ（集英社）「南アフリカ・熱狂の裏側」2010年6月28日発行
- 週刊プレイボーイ（集英社）「間に合いますか、来年ですけど…!?」2009年9月14日発行
- 週刊プレイボーイ（集英社）「日本のミナサン、悩みがあるならいらっしゃ～い!!」2010年4月19日発行
- フライデー（講談社）「ジャワ島中部地震」2006年12月8日号
- フライデー（講談社）「ケニアHIV最前線」2007年12月14日号
- フライデー（講談社）「世界に10億人　スラムに生きる人々」2010年9月17日号
- 実話ナックルズ増刊レベル9vol4（ミリオン出版）「スラムのメシ」2013年10月10日号
- 漫画実話ナックルズ（ミリオン出版）「マンホールに棲む人々」2007年7月号
- 漫画実話ナックルズ（ミリオン出版）「ナイロビの少女メリー」2008年4月号
- 漫画実話ナックルズ（ミリオン出版）「ゴミと生きる」2008年8月号
- 漫画実話ナックルズ（ミリオン出版）「モンゴルで金が採れる!!これが非合法採掘の現場だ!!」2009年1月号
- 漫画実話ナックルズ（ミリオン出版）「スラムに泊まろう」連載